# گریوه، بابل
گریوه، روستایی است از توابع بخش بندپی شرقی شهرستان بابل در استان مازندران ایران.
گریوه : معنی گردنه را می‌دهد . در زبان پهلوی به جای گردن گریو بوده‌است.

## جمعیت
این روستا در دهستان فیروزجاه قرار دارد و براساس سرشماری مرکز آمار ایران در سال ۱۳۸۵، جمعیت آن ۴۱ نفر (۱۱خانوار) بوده‌است.